# Campo Belo (métro de São Paulo)
Campo Belo (en portugais : Estação Campo Belo) est une station de la ligne 5 (Lilas) du métro de São Paulo. Elle est située au confluent de l'avenida Ibirapuera, l'avenida Cotovia et l'avenida dos Imarés, dans le district Campo Belo, zone Centre-Sud, de São Paulo au Brésil.
Mise en service en 2017 par le métro de São Paulo, elle est exploitée depuis 2018 par le concessionnaire ViaMobilidade. Le projet d'ouverture de la station de la ligne 17 du métro de São Paulo est prévu en 2023.

## Situation sur le réseau

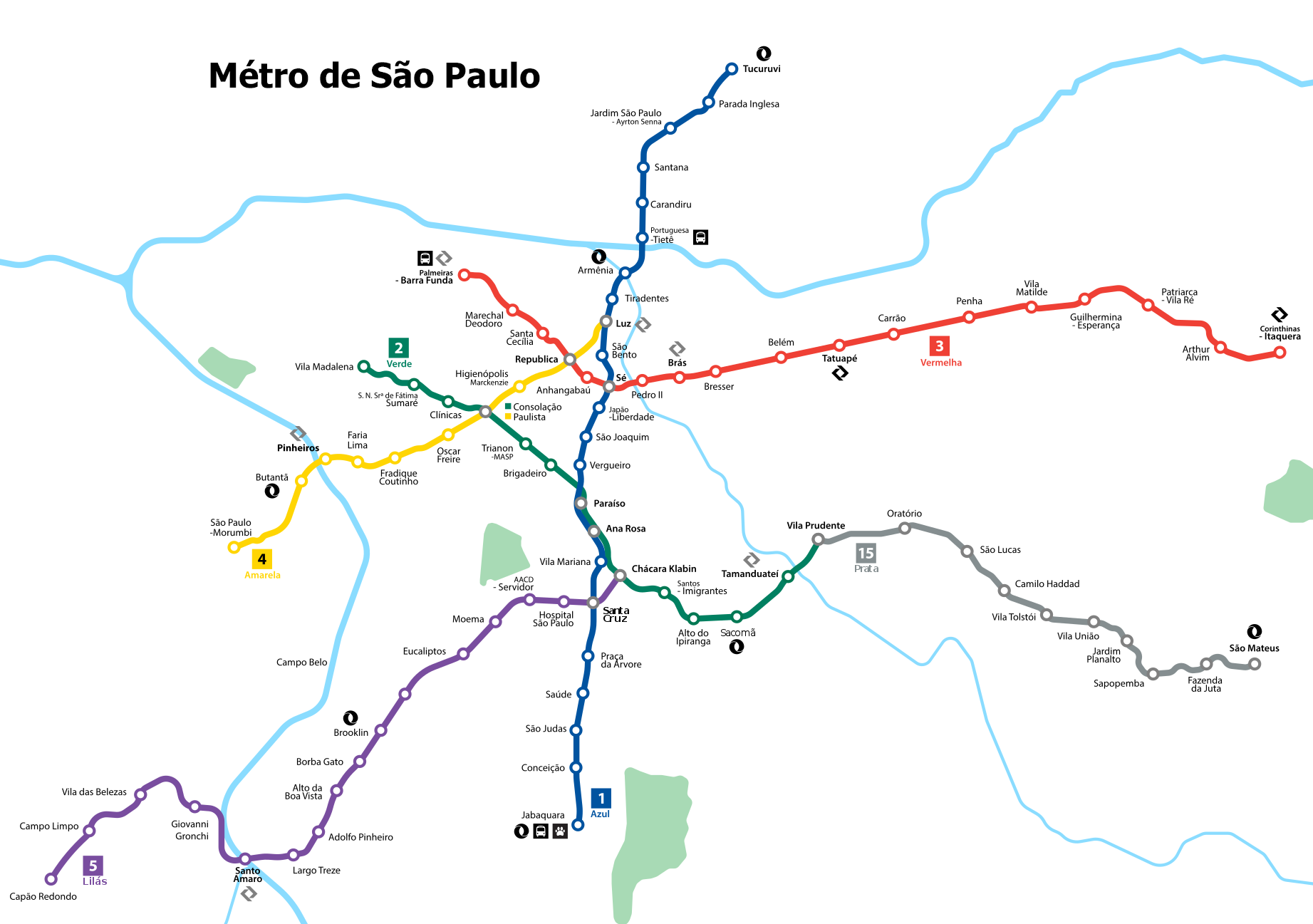
Plan du Métro de São Paulo 2020.

Établie en souterrain, la station Campo Belo est située sur la ligne 5 (Lilas) entre les stations Brooklin, en direction du terminus Capão Redondo, et Eucaliptos, en direction du terminus Chácara Klabin.
Elle dispose d'un quai central encadré par les deux voies de la ligne.

## Histoire

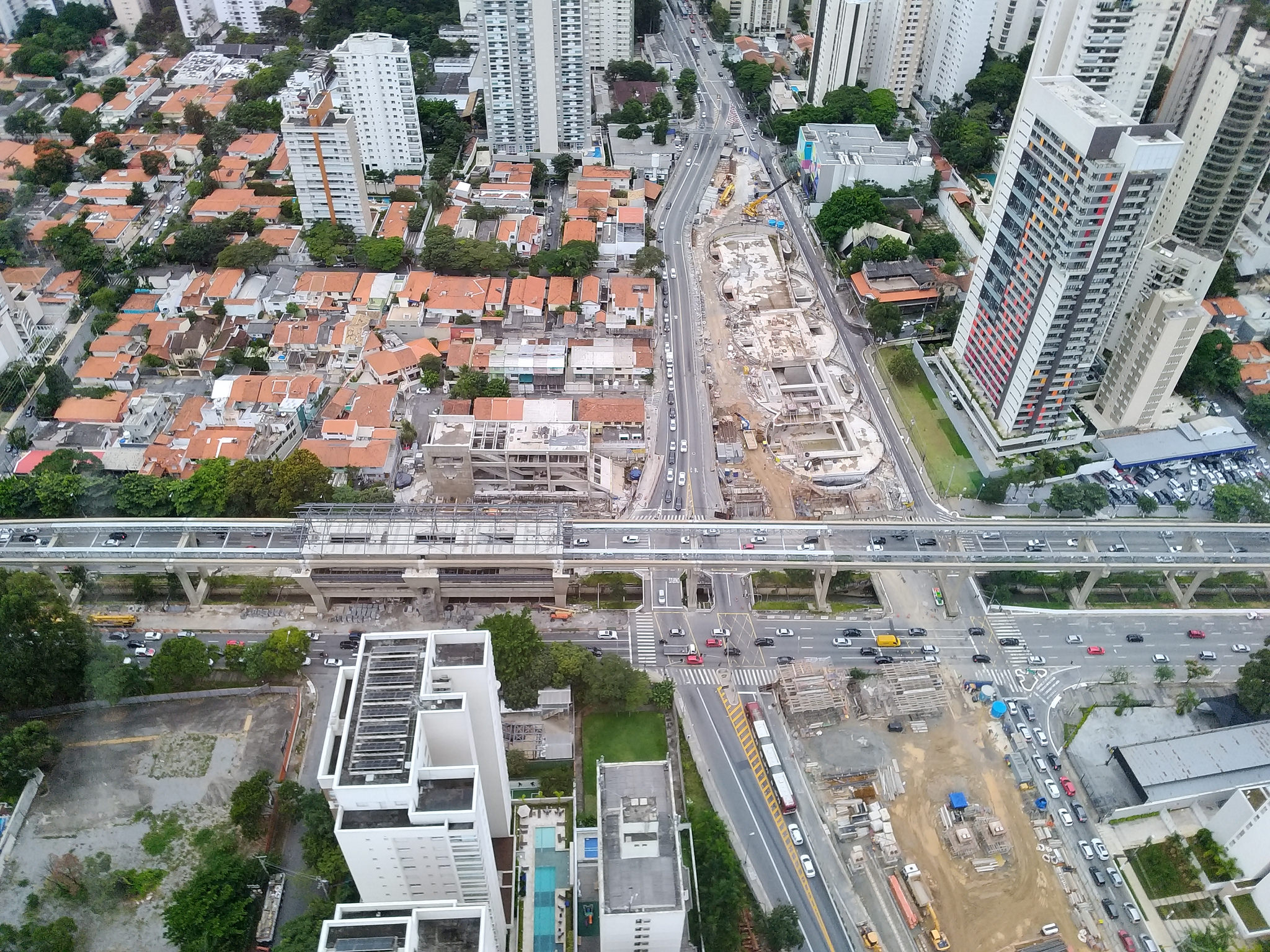
Le chantier de construction de la station.

Le 26 mars 2019, il est annoncé que l'inauguration de la station pourrait avoir lieu le 10 avril. Le 5 avril, l'inauguration de la station pour le 8 du même mois a été confirmée, deux jours avant ce qui avait été préalablement informé. La station, alors dénommée Água Espraiada, est inaugurée le 8 avril 2019,,,,,. Pendant les cinq premiers jours, l'exploitation a lieu dans une amplitude horaire réduite, de 10 heures à 15 heures, et le 13 avril, elle a commencé à fonctionner à plein temps. C'est une station souterraine, composée de cinq puits de séchage de grand diamètre, avec une structure en béton apparent et une couverture de l'accès principal avec une coupole en acier et en verre, pour un éclairage naturel. Elle dispose d'un accès, avec des escaliers mécaniques dans les deux sens et trois ascenseurs préférés pour les personnes handicapées et à mobilité réduite. Elle dispose d'une mezzanine avec billetterie et distribution de voyageurs, ainsi que d'un quai central.
Elle est exploitée par ViaMobilidade et appartient à la ligne 5 - Lilas, qui a commencé à s'intégrer au reste du réseau de métro de São Paulo en septembre 2018 avec l'ouverture de l'exploitation à plein temps de la station Chácara Klabin où l'intégration avec la ligne 2 - Verte, et à la station Santa Cruz où il y a intégration avec la ligne 1 - Bleue,. C'était la dernière station livrée dans le cadre du plan d'expansion de la ligne.

## Services aux voyageurs

### Accès et accueil
La station est située au confluent des avenues Jornalista Roberto Marinho et Santo Amaro, dans le quartier de Campo Belo, dans le quartier du même nom, dans la zone Centre-Sud de São Paulo,.

### Desserte
Campo Belo est desservie, tous les jours de 4h40 à minuit, par les rames de la ligne 5 du métro de São Paulo.

## Projets
La station de la ligne 5 disposera d'une relation direct piétonne avec la station du monorail de la Ligne 17 - Or qui est prévue pour être mise en service en 2023,,.
Après la mise en service de la ligne 17 la prévision de transit quotidien est de 80 000 voyageurs.